# 소년 이야기
"소년 이야기"는 2016년에 개봉한 대한민국의 영화이다. 

## 캐스팅
- 신지환 : 영훈 역
- 장재혁 : 현수 역
- 김하연 : 한나 역
- 이태경 : 돼지 역
- 조연호 : 상만 역
- 노동석
- 박혜수
- 김정한
- 이영민
- 이진성
- 송주희
- 오탕
- 이삭